# (4722) Agelao
(4722) Agelao es un asteroide perteneciente a los asteroides troyanos de Júpiter descubierto el 16 de octubre de 1977 por Ingrid van Houten-Groeneveld, Cornelis Johannes van Houten y Tom Gehrels desde el observatorio del Monte Palomar, Estados Unidos.

## Designación y nombre
Agelao se designó al principio como 4271 T-3.
Posteriormente, en 1991, recibió su nombre de Agelao, un personaje de la mitología griega.

## Características orbitales
Agelao está situado a una distancia media de 5,207 ua del Sol, pudiendo alejarse hasta 5,792 ua y acercarse hasta 4,621 ua. Tiene una excentricidad de 0,1125 y una inclinación orbital de 8,816 grados. Emplea 4339 días en completar una órbita alrededor del Sol.

## Características físicas
La magnitud absoluta de Agelao es 10 y el periodo de rotación de 18,61 horas.